# Honrath
Honrath ist ein Stadtteil von Lohmar im Rhein-Sieg-Kreis in Nordrhein-Westfalen.

## Geographie
Honrath liegt auf einem zu drei Seiten stark abfallenden Bergrücken zwischen den Flusstälern der Agger und der Sülz. Umliegende Ortschaften und Weiler sind Jexmühle im Norden, Agger, Naafshäuschen im Osten, Windlöck und Schloss Auel im Südosten, Birken, Stumpf und Gut Rosauel im Süden sowie Meinenbroich, Wickuhl, Schlehecken und Kleineigen im Westen bis Nordwesten.

## Geschichte

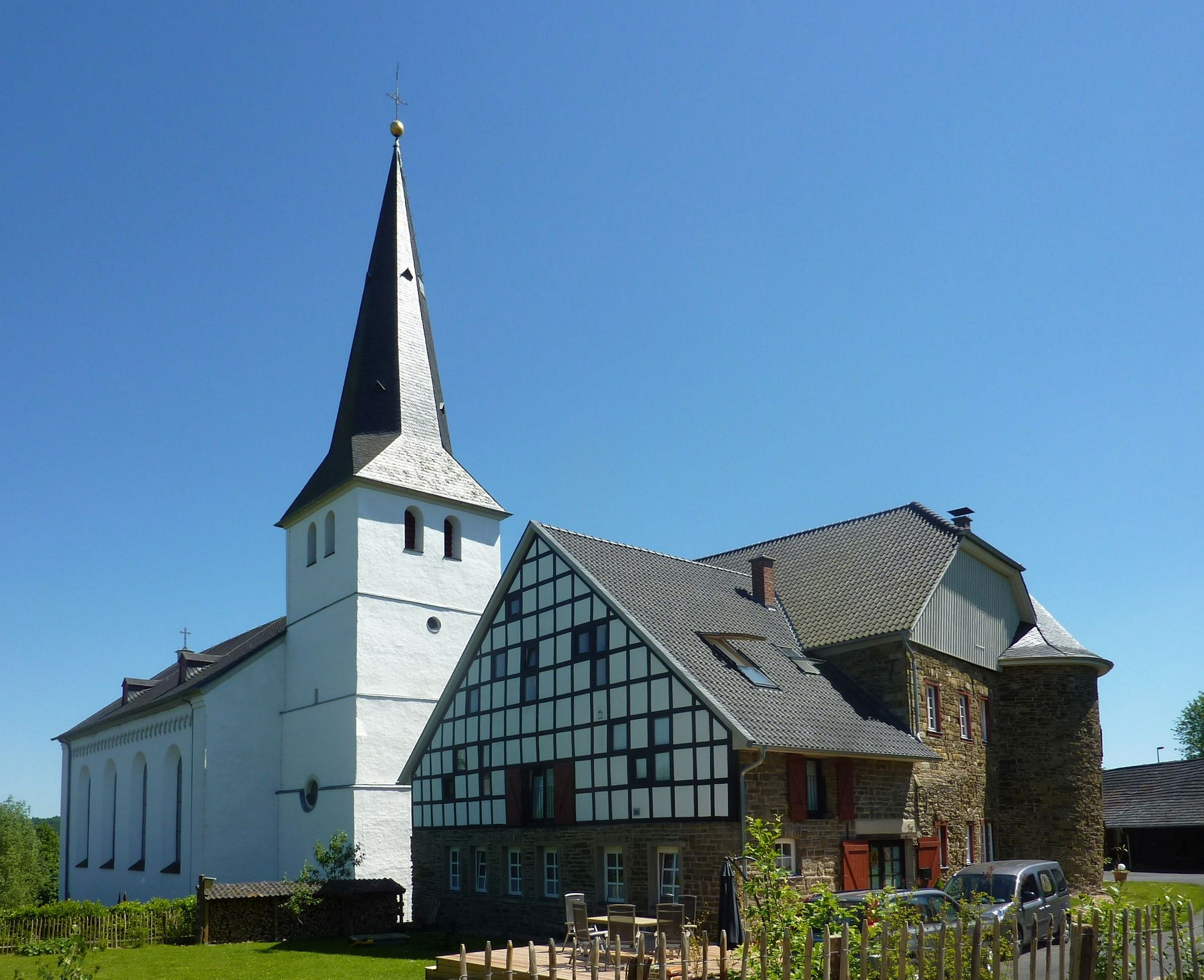
Evangelische Pfarrkirche und Burg Honrath

Im Jahre 1885 hatte Honrath 54 Einwohner, die in neun Häusern lebten.
Nach einem Adressbuch aus dem Jahre 1901 wohnten im Ort Honrath ein Pfarrer, zwei Lehrer, fünf Ackerer, ein Zimmerer, ein Maurer, ein Schuster, ein Kleinhändler und ein Wirt.
Bis zum 31. Juli 1969 gehörte der Ort zu der bis dahin eigenständigen Gemeinde Wahlscheid.
Zwischen Honrath und Hoven im Jexmühlenbachtal lag die Erzgrube Aurora, auf der im 19. und Anfang des 20. Jahrhunderts ein bescheidener Erzabbau stattfand. Es wurden mehrere Erzgänge aufgeschlossen, die Blei-, Zink- und Kupfererze führten. Ein tiefer Stollen, der unterhalb Jexmühle angesetzt worden war, erschloss diese Vorkommen. Um 1855 wurde die Grube einige Jahre von der Honrather Gewerkschaft betrieben. Produziert wurden damals 60 Tonnen Bleierz. Auf der Aggerhütte unterhielt die Honrather Gewerkschaft eine Aufbereitungsanlage, sie stand über eine Schienenbahn mit den Gruben Aurora und Volta in Verbindung, über die das Grubenhaufwerk für die Verarbeitung antransportiert wurde. Von 1904 bis 1909 wurden die Erzlagerstätten von Aurora dann nochmals untersucht. Das Bergwerk war zu jener Zeit im Besitz der Aktiengesellschaft für Bergbau, Blei- und Zinkfabrikation zu Stolberg und in Westfalen. Die Untersuchungsarbeiten ergaben keine abbauwürdigen Neuaufschlüsse. Heute zeugen vom ehemaligen Erzabbau in dieser Gegend zahlreiche alte Abraumhalden und verfüllte Bergwerksschächte (Pingen). Eine ausführliche Darstellung der Bergbaugeschichte findet sich in der Publikation „Metallerz-Bergbau im unteren Aggertal“.
Am 29. Oktober 1923 wurde Honrath zum Schauplatz des sogenannten Overather Kartoffelkrieges. Mitglieder einer Bürgerwehr, vor allem Bauern und Bergleute aus Overath und Umgebung, versammelten sich auf dem Honrather Bahnhof, um einen Sonderzug aus Köln an der Weiterfahrt nach Overath zu hindern. In dem Zug, den die Kölner Bahnverwaltung unter dem Motto Sonderzug zum Kartoffelkauf eingesetzt hatte, vermuteten sie weitere hungerleidende Kölner, die in den Tagen zuvor ganze Wagenladungen von Kartoffeln, Lebensmitteln und Vieh im Umfeld von Overath geplündert hatten. Mit dem Gewehr im Anschlag zwangen Overather den Zugführer des Sonderzuges zur Rückfahrt nach Köln. Der Zugverkehr nach Overath wurde für einige Tage eingestellt.

## Sehenswürdigkeiten

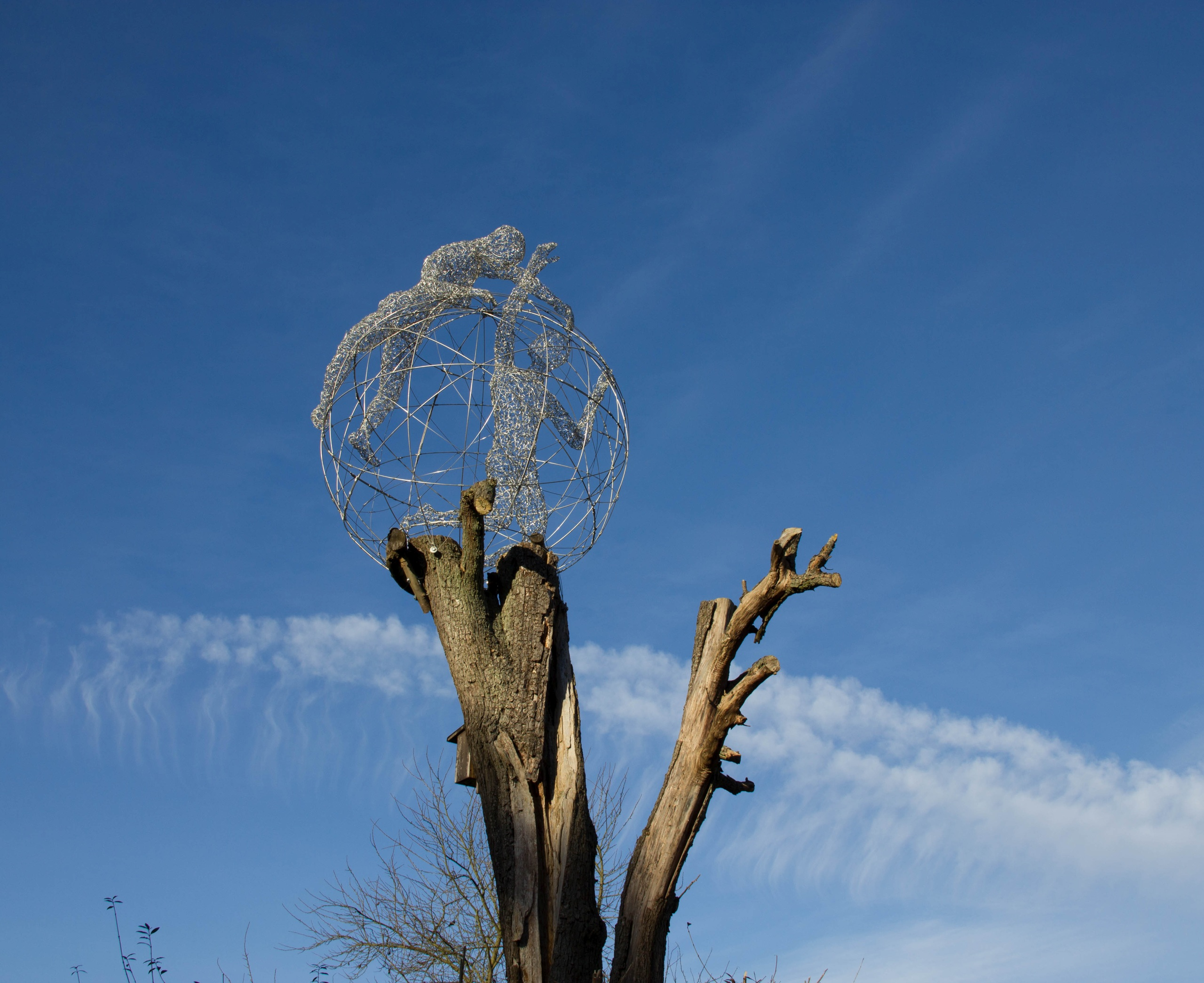
Kunst in Honrath: Homines sumus – Wir sind Menschen

- Die Evangelische Kirche in Honrath
- Das gut erhaltene Burghaus aus dem 16. Jahrhundert, die Burg Honrath
- Vom Dorfmarketing ins Leben gerufen ist das Projekt „Kunst in Honrath“. Mit diesem Projekt soll Honrath durch Kunst im Außenbereich attraktiver gestaltet werden.[9]

## Verkehr

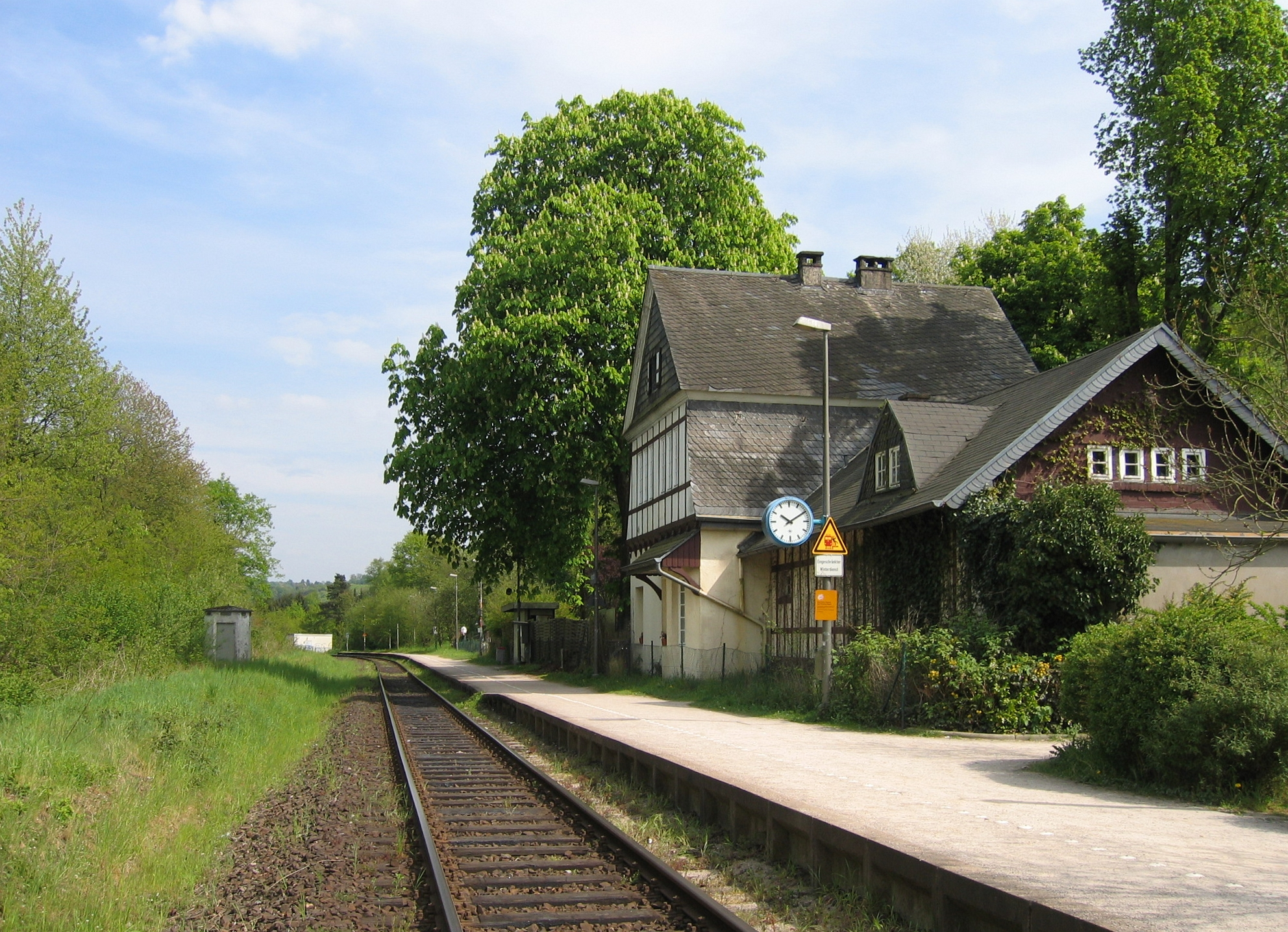
Haltepunkt Honrath, Stand 2007

Wichtige Verkehrsanschlüsse sind die Bundesstraße 484 und die Landesstraße 84, welche etwa einen Kilometer am Ort vorbeilaufen und an ihn angeschlossen sind.
Des Weiteren besitzt Honrath mit einem Haltepunkt den heute einzigen Lohmarer Anschluss an die Bahnstrecke Köln-Kalk–Overath, auf der die RB 25 (Oberbergische Bahn) verkehrt und Köln über die Anschlussstrecke Overath-Dieringhausen und die Volmetalbahn mit Lüdenscheid verbindet. Honrath gehört zum Tarifgebiet des Verkehrsverbund Rhein-Sieg (VRS).
| Linie | Verlauf / Anmerkungen | Takt (Mo–Fr)                                               |
| ----- | --- | ---------------------------------------------------------- |
| RB 25 | Oberbergische Bahn: Köln Hansaring – Köln Hbf – Köln Messe/Deutz – Köln Trimbornstraße – Köln Frankfurter Straße – Rösrath-Stümpen – Rösrath – Hoffnungsthal – Lohmar-Honrath – Overath – Engelskirchen – Ründeroth – Gummersbach-Dieringhausen – Gummersbach – Marienheide – Meinerzhagen – Kierspe – Halver-Oberbrügge – Lüdenscheid-Brügge – Lüdenscheid Stand: Fahrplanwechsel Dezember 2023 | 30 min (Köln–Gummersbach) 60 min (Gummersbach–Lüdenscheid) |

Den ÖPNV ergänzend verkehren das Anruf-Sammeltaxi (AST) und der Bürgerbus Lohmar, Linie 4.